# Црни шумски валаби
Црни шумски валаби или црни доркопсис (лат. Dorcopsis atrata) је врста сисара из породице кенгура и валабија (Macropodidae).

## Распрострањење
Ареал врсте је ограничен на једну државу. Папуа Нова Гвинеја је једино познато природно станиште врсте.

## Станиште
Станишта врсте су шуме и травна вегетација. Врста је по висини распрострањена до 1.800 метара надморске висине. Врста је присутна на подручју острва Нова Гвинеја.

## Начин живота
Женка обично окоти по једно младунче.

## Угроженост
Ова врста је крајње угрожена и у великој опасности од изумирања.